# A Real Live One
A Real Live One este un album live al trupei britanice de heavy metal Iron Maiden. Albumul a fost lansat pe 22 martie 1993 și a fost înregistrat în timpul turneului Fear Of The Dark World Tour, pe parcursul a 9 concerte diferite, toate în Europa.
Când Iron Maiden si-au relansat toate albumele, în 1998, acesta a fost combinat cu albumul A Real Dead One, într-un set de 2 discuri cu sub numele de A Real Live Dead One.
Piesa "Fear of the Dark" a fost lansată ca single.

## Tracklist
1. "Be Quick or Be Dead" - 03:16
2. "From Here to Eternity" - 04:19
3. "Can I Play with Madness?" - 04:42
4. "Wasting Love" - 05:47
5. "Tailgunner" - 04:09
6. "The Evil That Men Do" - 05:25
7. "Afraid to Shoot Strangers" - 06:47
8. "Bring Your Daughter...to the Slaughter" - 05:17
9. "Heaven Can Wait" - 07:28
10. "The Clairvoyant" - 04:29
11. "Fear of the Dark" - 07:11

## Componență
- Bruce Dickinson - voce
- Steve Harris - bas
- Janick Gers - chitară
- Dave Murray - chitară
- Nicko McBrain - baterie